# Виста-Алегре, Мария Ампаро Муньос
Донья Мария Ампаро Муньос-и-Борбон, графиня Виста-Алегре (исп. Doña Maria Amparo de los Desamparados Muñoz y de Borbón-Dos Sicilias, condesa de Vista Alegre; 17 ноября 1834, Мадрид — 19 августа 1864, Париж) — дочь королевы-регентши Марии Кристины Сицилийской (1806—1878) и её второго мужа Агустина Фернандо Муньос-и-Санчеса, впоследствии получившего титул герцога Риансареса.

## Биография
Мать Марии Ампаро, Мария Кристина Бурбон-Сицилийская (1806—1878), была женой короля Испании Фердинанда VII Испанского, от которого родила двух дочерей. Старшая, Изабелла II Испанская, стала испанской королевой в трёхлетнем возрасте после смерти своего отца 29 сентября 1833 года. Овдовевшая Мария Кристина (уже в качестве регентши при несовершеннолетних дочерях) 28 декабря 1833 года повторно вышла замуж за бывшего сержанта королевской гвардии Агустина Фернандо Муньос-и-Санчеса. Мария Ампаро родилась 17 ноября следующего года первым ребёнком от этого брака и получила титул графини Виста-Алегре.
1 марта 1855 года Мария Ампаро вышла замуж за князя Владислава Чарторыйского (1828—1894). Молодая семья поселилась в Отеле Ламбер, в доме польского княжеского рода Чарторыйских в изгнании. У семьи Марии Ампаро и Владислава 2 августа 1858 года родился единственный сын — Август Франциск Чарторыйский, который в 2004 году был причислен к лику блаженных.